# Carorita sibirica
Carorita sibirica är en spindelart som beskrevs av Andrei V. Tanasevitch 2007. Carorita sibirica ingår i släktet Carorita och familjen täckvävarspindlar. Inga underarter finns listade.